# Gurudongmar
Der Gurudongmar (früher auch Gardomah) ist ein Berg im Himalaya im Nordosten von Sikkim in Indien.
Der Gurudongmar hat eine Höhe von 6715 m. Er liegt im Westen der Dongkya-Gruppe. 
An seiner Ostflanke strömt der Gurudongmar-Gletscher nach Norden zum Gurudongmar-See, der im Quellgebiet des Lachen Chu, dem rechten Quellfluss der Tista, liegt. Im Süden liegt das Quellgebiet des Lachung Chu, des linken Quellflusses der Tista. In westlicher Richtung liegt in einem Abstand von 1,48 km der 6630 m hohe Westgipfel sowie in 4,55 km Entfernung der Kangchengyao (6889 m). Im Osten schließt der Sanglaphu (6224 m) an.

## Besteigungsgeschichte
Der Gurudongmar wurde im Jahr 1936 von Eric Shipton und E. G. H. Kempson erstbestiegen. Es gibt jedoch Zweifel, ob die beiden nicht den niedrigeren Westgipfel (⊙) bestiegen.